# Baie de Lavallière
Baie de Lavallière är en sumpmark i Kanada.   Den ligger i provinsen Québec, i den sydöstra delen av landet, 220 km öster om huvudstaden Ottawa.
Omgivningarna runt Baie de Lavallière är en mosaik av jordbruksmark och naturlig växtlighet. Runt Baie de Lavallière är det glesbefolkat, med 13 invånare per kvadratkilometer.